# 蔡元培先生德育講義
《蔡元培先生德育講義》，是台灣的一部書籍，原著為蔡元培，孫德中輯錄兼發行，台灣書店印刷廠承印，1961年9月20日初版。
毛子水作序：宋儒以禮記大學篇為「初學入德之門」；這三十篇講義實為現代青年的「入德之門」。